# Nidaros Stift
Nidaros Stift er et stift i Den Norske Kirke og hed Trondhjems Stift indtil 1919. Det omfatter Trøndelag fylke. Den nuværende biskop Herborg Finnset  blev udnævnt i 2017. Bispesædet ligger i Trondheim med Nidarosdomen som domkirke. Fra oktober 2011 er biskop og præses for det norske bispekollegium (dvs. en slags formand for de norske bisper) tilknyttet Nidaros Stift. Indehaveren af dette nye embede residerer i Trondheim og har i lighed med biskoppen af Nidaros Nidarosdomen som domkirke. Den nuværende preses er Olav Fykse Tveit.
Nidaros Stift er et af Norges fem oprindelige stifter. Bispesædet blev oprettet omkring 1030, og er Norges ældste. Stiftet omfatter i dag de tidligere Sør-Trøndelag og Nord-Trøndelag. Nord-Norge blev udskilt fra Nidaros som Hålogaland Stift i 1804, og Romsdal og Nordmøre blev en del af det nye Møre Stift i 1983.

## Præses i Nidaros (2011-)
- Helga Haugland Byfuglien 2011-2020
- Olav Fykse Tveit 2020-

## Bisperækken

### Før reformationen
- Adalbrikt 1080
- Simon -1139
- Ivar Skrauthanske 1140
- Reidar 1140-1151 (Norges første ærkebiskop)
- Jon Birgersson 1153–1157
- Øystein Erlendsson 1158/59–1188
- Eirik Ivarsson 1188–1205
- Tore I 1206–1214
- Guttorm 1215–1224
- Peter af Husastad 1225–1226
- Tore II 1227–1230
- Sigurd Eindridesson 1231–1252
- Sørle 1253–1254
- Einar 1255–1263
- Håkon 1265–1267
- Jon Raude 1267–1282
- Jørund 1287–1309 (Norges siste jarl)
- Eiliv 1309–1331
- Pål 1333–1346
- Arne 1346–1349
- Olav 1350–1370
- Trond 1371–1381
- Nicolaus Rusare 1382–1386
- Vinald 1387–1402
- Eskill 1402–1428
- Aslak Bolt 1428–1450
- Henrik Kalteisen 1452–1458
- Olav Trondsson 1458–1474
- Gaute 1475–1510
- Erik Valkendorf 1510–1522
- Olav Engelbrektsson 1523–1537

### Efterreformationen
- Torbjørn Bratt 1546–1548
- Hans Gaas 1549–1578
- Hans Mogenssøn 1578–1595
- Isak Grønbech 1596–1617
- Anders Arrebo 1618–1622
- Peder Skjelderup 1622–1642
- Erik Bredal 1643–1672
- (Henning Skytte 1658-1660)
- Arnold de Fine 1672
- Erik Pontoppidan d.æ. 1673–1678
- Christopher Hanssen Schletter 1678–1688
- Peder Krog 1689–1731
- Eiler Hagerup d.æ. 1731–1743
- Ludvig Harboe 1743–1748
- Frederik Nannestad 1748–1758
- Johan Ernst Gunnerus 1758–1773
- Marcus Fredrik Bang 1773–1787
- Johan Christian Schønheyder 1788–1803
- Peder Olivarius Bugge 1804–1842
- Hans Riddervold 1843–1848
- Hans Jørgen Darre 1849–1860
- Andreas Grimelund 1861–1883
- Nils Jacob Laache 1884–1892
- Johannes Nilssøn Skaar 1892–1904
- Vilhelm Andreas Wexelsen 1905–1909
- Peter Wilhelm Kreydahl Bøckmann 1909–1923
- Jens Gran Gleditsch 1923–1928
- Johan Støren 1928–1945
- Arne Fjellbu 1945–1960
- Tord Godal 1960–1979
- Kristen Kyrre Bremer 1979–1990
- Finn Wagle 1991–2008
- Tor Singsaas 2008–2017
- Herborg Finnset 2017−